# Автуринское сельское поселение
Автуринское се́льское поселе́ние — муниципальное образование в Шалинском районе Чечни Российской Федерации.
Административный центр — село Автуры.

## История
Статус и границы сельского поселения установлены Законом Чеченской Республики от 20 февраля 2009 года № 10-РЗ «Об образовании муниципального образования Шалинский район и муниципальных образований, входящих в его состав, установлении их границ и наделении их соответствующим статусом муниципального района, городского и сельского поселения».

## Население
| 2010    | 2012    | 2013    | 2014    | 2015    | 2016    | 2017    |
| ------- | ------- | ------- | ------- | ------- | ------- | ------- |
| 14 988  | ↗15 612 | ↗16 044 | ↗16 328 | ↗16 701 | ↗17 014 | ↗17 251 |
| 2018    | 2019    | 2020    | 2021    | 2023    | 2024    |         |
| ↗17 515 | ↗17 810 | ↗17 970 | ↗18 446 | ↗18 643 | ↗19 004 |         |

## Состав сельского поселения
| № | Населённый пункт | Тип населённого пункта | Население |
| - | ---------------- | ---------------------- | --------- |
| 1 | Автуры           | село                   | ↗19 004   |